# Il rovo e la rosa - Ballate d'amore e morte
Il rovo e la rosa - Ballate d'amore e di morte è un album di Angelo Branduardi pubblicato il 29 ottobre 2013.
Il disco contiene ballate inglesi del periodo elisabettiano, alcune già rielaborate in precedenza ma in una nuova veste. Tra i musicisti è presente Maurizio Fabrizio, collaboratore storico di Branduardi sin dal 1975.

## Tracce
1. Baidin Fheilimi – 3:34
2. Lord Franklin – 4:49
3. Mary Hamilton – 5:52
4. Rosa di Galilea – 3:45
5. Lord Baker (feat. Maurizio Fabrizio) – 8:25
6. Il falegname – 6:42
7. Silkie – 5:50
8. Suite per arciliuto e voce – 7:36
9. Barbrie Allen – 7:04

## Formazione
- Angelo Branduardi: voce, cori, violino
- Maurizio Fabrizio: chitarra, cori
- Leonardo Pieri: tastiera
- Davide Ragazzoni: percussioni
- Francesca Torelli: arciliuto
- Rossella Croce: violino barocco
- Fabio Treves: armonica
- Katia Astarita: voce (in Lord Baker)